# Georgian Philharmonic Orchestra
Das Georgian Philharmonic Orchestra (georgisch საქართველოს ეროვნული სიმფონიური ორკესტრი, Transkription Sakartwelos Erownuli Simponiuri Orkestri; gegründet 1925 als Georgian Symphony Orchestra, ab 1933 Georgian State Symphony Orchestra, auch russisch Государственный симфонический оркестр Грузии, ab 1994 zeitweise Evgeni Mikeladze Georgian State (National) Symphony Orchestra, ab 2013 Georgian Philharmonic Orchestra) ist ein nationales georgisches Sinfonieorchester mit Sitz in der Hauptstadt Tiflis.

## Geschichte
Das Orchester wurde 1925 gegründet. Erster Chefdirigent war Iwane Paliaschwili. 1933 erhielt es den Status „staatlich“ und wurde das führende Sinfonieorchester der Georgischen SSR. Im selben Jahr wurde Jewgeni Mikeladse Chefdirigent, der 1937 dem Stalin-Terror zum Opfer fiel. 1971 kam die Auszeichnung mit dem Ehrentitel „Verdientes Orchester“ dazu, 1994 benannte es sich nach Jewgeni Mikeladse.
Unter den Dirigenten des Orchesters waren Grigol Kiladse, Aleksander Gauk, Odissei Dimitriadi, Jansug Kakhidze und Wachtang Matschawariani, unter den Musikdirektoren waren Komponisten wie Andria Balantschiwadse und Aleksi Matschawariani.
Das Repertoire umfasste zunächst die klassische Tradition sowie zahlreiche vom Orchester teils uraufgeführte Werke georgischer Komponisten. So brachte das Orchester u. a. in den Jahren 1968 bis 1980 die ersten sechs Sinfonien von Gija Kantscheli zur Uraufführung.
Durch zahlreiche Auslandstourneen erspielte sich das Orchester im Lauf der Jahre auch internationales Renommee. So gastierte es in der Philharmonie Berlin, im Concertgebouw Amsterdam, in der Salle Pleyel Paris, im Konzerthaus Berlin, im Brüsseler Palais des Beaux-Arts de Bruxelles (BOZAR), in der Elbphilharmonie Hamburg und der Alten Oper Frankfurt.

## Umbau ab 2005
2005 wurde das Orchester mit anderen staatlichen Ensembles organisatorisch unter einem Dach vereint – im National Music Center of Georgia, dem Mikeladze Center. Im selben Jahr wurde der in Wien ausgebildete Dirigent Nikolos Ratschweli (international: Nikoloz Rachveli) Künstlerischer Direktor des Orchesters, 2007 übernahm er auch das Amt des Chefdirigenten.
Im Zuge einer Reform des National Music Center of Georgia wurde das Orchester 2013 neu formiert und mit jungen Musikern ergänzt. Außerdem wurde ein Künstlerischer Beirat gegründet, in den Gija Kantscheli, Aleksandre Toradse, Paata Burtschuladse, Iosseb Bardanaschwili und Schalwa Mossidse berufen wurden. Überdies erhielt das Orchester in diesem Jahr als einziges staatliches Ensemble das Recht zugesprochen, seinen Künstlerischen Direktor selbst zu wählen, der vorher jeweils vom Georgischen Ministerium für Kultur bestimmt worden war. Diese Wahl fand im Dezember 2013 statt, durch sie wurde der bereits im Amt befindliche Nikolos Ratschweli erneut als Musikdirektor und Chefdirigent bestätigt. International trat das Orchester seitdem unter dem Namen Georgian Philharmonic Orchestra in Erscheinung.

## Erweitertes Repertoire und internationale Aktivitäten
Zunehmend erweiterte das Orchester sein klassisches Repertoire mit Musik aus den Bereichen Kino, Pop und Jazz. So spielte es etliche Soundtracks ein, u. a. für den Film Die Maisinsel (2014). Im Herbst 2017 gab das Orchester unter Ratschweli zwei Konzerte mit Björk in Tiflis. 2018 gastierte es mit Werken von Ratschweli, Rachmaninow und Kantscheli in der Elbphilharmonie Hamburg, im selben Jahr begleitete es den Jazzvokalisten Gregory Porter bei einem Konzert in Tiflis.
Chefdirigent Nikolos Ratschweli wurde mit dem Orchester 2017 und 2019 zum Botschafter des Kinderhilfswerks UNICEF in Georgien ernannt.
2020 brachte Katie Melua das Album No. 8 heraus, bei dem u. a. das Georgian Philharmonic Orchestra mitwirkte. Im Rahmen der Beitrittsbestrebungen Georgiens zur Europäischen Union präsentierte Ratschweli 2021 mit dem Orchester ein von ihm komponiertes Werk, das die Georgische Nationalhymne mit Beethovens 9. Sinfonie verbindet; Carl Hartzell, Botschafter der EU in Georgien, würdigte das im Radio gesendete Stück als wichtigen Beitrag des Orchesters zum Europatag. Beim georgischen Klassik-Festival Tsinandali trat das Orchester u. a. 2021 unter der Leitung von Gianandrea Noseda und mit dem Solisten Yefim Bronfman auf. Mit der Violinistin Lisa Batiashvili spielte das Orchester unter Ratschweli auch Aufnahmen für die Deutsche Grammophon ein, u. a. auf City Lights (2020) und Khorumi (2022). Anlässlich des Russischen Überfalls auf die Ukraine 2022 gab das Georgian Philharmonic Orchestra unter Ratschweli im April des Jahres ein Solidaritätskonzert mit Werken ukrainischer und georgischer Komponisten.